# Wolfenstein 3D
Wolfenstein 3D (Wolf 3D) — відеогра, родоначальник жанру «шутер від першої особи». Wolf 3D розроблена компанією id Software і видана компанією Apogee Software 5 травня 1992 під DOS. Wolfenstein 3D, популярний на початку 1990-х років, був портований на багато платформ, включаючи PSP, 3DO, SNES, Game Boy Advance і Amiga. У 2007 році id Software анонсувала повнометражний фільм, заснований на сюжеті. Гра входить до списку «Найкращих ігор усіх часів» IGN.

## Ігровий процес

Вигляд ігрового екрану

В Wolfenstein 3D гравець керує солдатом, що намагається втекти з однойменної нацистської фортеці; йому протистоїть безліч озброєних охоронців і сторожових псів. Будівля наповнена таємними кімнатами, де зберігаються різного роду коштовності, харчові продукти та медичні аптечки, а також різна зброя та боєприпаси. Гравець проходить рівні гри, в кінці кожного сюжетного епізоду відбувається сутичка з фінальним босом — особливо сильним супротивником, для перемоги над яким потрібно чимало зусиль з боку гравця. Для проходження епізоду досить завершити тільки 9 з 10 рівнів. Десь у восьми перших місіях кожного епізоду знаходяться замасковані виходи на секретний 10-й рівень. Такий рівень у третьому епізоді прославився тим, що являв собою одну з варіацій відомої гри Pac-Man з тією різницею, що на привидів гравець дивився з точки зору Пакмана.
Початкова концепція Wolfenstein 3D передбачала багато тактичних можливостей, включаючи перенесення тіл, перевдягання у ворожу форму, безшумне знищення супротивників влучним ударом у спину й інші атрибути сучасних стелс-ігор. Попри те, що всі перераховані вище можливості були реалізовані програмістами id Software, від них відмовилися, оскільки вони затягували геймплей і робили управління грою надто складним.
Всупереч поширеній думці, Wolfenstein 3D не є першим шутером від першої особи в історії комп'ютерних ігор. До нього були випущені Hovertank (травень 1991 року), Catacombs 3-D (жовтень 1991 року) компанії Softdisk, в якій раніше працювали засновники id Software. Більше того, Wolfenstein запозичив ряд ідей з цих ігор, включаючи, наприклад, зображення обличчя головного героя в статусному рядку.

## Сюжет
Перші три епізоди розповідають про спробу Вільяма «B.J.» Блазковіча втекти з замку Вольфенштайн і повалити нацистський режим.
Озброєний спочатку лише ножем і пістолетом (відібраними у боротьбі в охоронця його камери) B.J. намагається втекти з замку. Вбиваючи офіцерів «СС», він отримує автомат, а потім і ручний кулемет, стикаючись в підсумку з останнім вартовим — Гансом Гроссом (Hans Grosse, «Великий Ганс»).
Знищивши Гросса і покинувши замок Вольфенштайн, B.J. починає виконання операції «Залізний кулак» («Operation: Eisenfaust»). З самого початку стає зрозуміло, що дія відбувається не у в'язниці: стіни покриті мульчею, головними ворогами Блазковіца стають сірошкірі мутанти з автоматом, імплантованим в грудну клітку. Операцією «Залізний кулак», мабуть, також називався проєкт з вирощування таких мутантів; бос епізоду, доктор Шаббс (Dr Schabbs), кидає в гравця шприци. Його смерть знаменує собою кінець біологічної війни. На восьмому рівні в секретній кімнаті захований один Ганс Гросс і напис «Apogee» (насправді в секретному лабіринті ховається ще один Ганс Гросс — разом їх два на 8 рівні другого епізоду).
«Die, Fuhrer, Die!» — це хронологічно останній епізод. Пробившись крізь ряди нацистських солдатів і атакувавши бункер, розташований під Рейхстагом, гравець має здолати фінального боса, в ролі якого виступає Адольф Гітлер, закутий у величезний механічний обладунок.
«The Nocturnal Missions» — це приквел, що розповідає про розробку нацистами хімічної зброї.
В епізоді «A Dark Secret» гравець полює за вченим, що безпосередньо розробляв цю зброю; завдання B.J. полягає в тому, щоб проникнути в дослідницькі лабораторії і знищити доктора Отто Гіфтмахера (Dr. Otto Giftmacher, в перекладі з німецької «Виробник отрути»), який намагається знищити B.J. з ручної ракетниці. На секретному рівні вас чекають офіцери-невидимки.
«Trail of the Madman» — це епізод, що відрізняється вишуканими інтер'єрами. Гравець повинен викрасти плани хімічної війни (нім. Giftkrieg), які охороняє Гретель Гросс (Gretel Grosse), сестра Ганса. Вона виглядає приблизно так само, як брат, тільки одягнена в рожеве, а не синє. Всюди розвішані портрети Гітлера (в тому числі мозаїчні), що символізують вершину його могутності. Всі поверхи багато і розкішно прикрашені.
Історія закінчується епізодом «Confrontation», який підбиває підсумок усьому, з чим стикався гравець протягом всієї гри. Тут є мутанти, Pac-Man і ще три Гросса, ідентичних Гансу (все на секретному рівні). Фінальний бій відбувається між B.J. і ідеологом хімічної війни, її керівником і просто «поганим дядьком» генералом Феттгезіхтом (General Fettgesicht, у перекладі з німецької «Жирномордий»).
Слід зазначити, що, незважаючи на сюжет, гра, навіть якщо відкинути науково-фантастичну частину, не має ніякого відношення до реальних нацистських планів і споруд. Дизайн інтер'єру ігрового світу повністю вигаданий. Принаймні три рівні мають планування у вигляді свастики, в тому числі один рівень виглядає, як кілька свастик, вкладених одна в одну, і на одному з рівнів третього епізоду залишили свої ініціали Джон Ромеро і Том Холл. Проте сюжет гри спирається на реальні, ретельно сплановані, втечі захоплених в полон солдатів антифашистської коаліції з подібних тюремних казематів, як, наприклад, замок Колдіц. Також варто згадати втечу відомого письменника Станіслава Єжи Леца, який свого часу, як і протагоніст гри, зарубав лопатою есесівця, забрав його зброю і форму і здійснив втечу.

## Технічна реалізація
Візуалізація стін в «напів-3D» відбувалась за допомогою рей-кастингу (англ. ray casting), спеціального виду трасування променів (англ. ray tracing). Цей метод полягає у відстеженні ходу променя, який виходить з точки спостереження і проходить через кожен стовпчик пікселів на екрані; програма перевіряє, чи не перетнув промінь стіну, і відповідно до цього виробляє накладення текстур. Далі створюється одновимірний буфер, в якому розташовуються масштабовані спрайти, які зображують ворогів, бонуси і предмети.
До Wolfenstein 3D, ця технологія вже використовувалась id Software в 1991 році для створення Hovertank 3D і Catacomb 3D для Softdisk, але з використанням EGA — 16-колірної графіки. Список ігор, що використовувала ігровий рушій Wolfenstein 3D або його модифікації, включає Blake Stone, Corridor 7, Operation Body Count, Super Noah's Ark 3D, Rise of the Triad, Shadowcaster і Hellraiser.
Згідно зі словами Джона Кармака, головного програміста id Software, ігровий рушій був створений під натхненням від технологічної демоверсії комп'ютерної рольової гри від першої особи Origin і Looking Glass — Ultima Underworld: The Stygian Abyss 1991 року. Кармак стверджував, що зможе створити швидший візуалізатор, у чому й досяг успіху. Рушій Wolfenstein 3D дещо слабший за рушій Underworld (в ньому відсутні похилі поверхні і освітлення), однак Wolfenstein 3D вимагає менше апаратних ресурсів.
Wolfenstein 3D — перша гра, що використовує ExMx («ExLx») — єдиний спосіб найменування рівнів. Перший x позначає номер епізоду, другий — номер карти або рівня. Наприклад, «E1M4» — це четвертий рівень першого епізоду.

## Секрети гри
На секретних рівнях третього і шостого епізоду (E3M10 і E6M10) присутні монстри-привиди з гри Pac-Man. У шостому епізоді монстр захований в загальній обстановці, котра не видає його присутності заздалегідь, що змусило свого часу не одного гравця скрикнути від несподіванки.
На рівнях E3M1 і E6M1 можна почути морзянку, що передає таке повідомлення:
TO: BIG BAD WOLF
DE: LITTLE RED RIDING HOOD
ELIMINATE HITLER
IMPERATIVE: COMPLETE MISSION WITHIN 24 HOURS
OUT
На рівні E2M8 існує гігантський прихований за рухомою стінкою лабіринт, що складається з 181 майже ідентичних кімнат розміром 2x2. У залежності від вибору напрямку, гравець міг натрапити на скарби, додаткове життя або Ганса Гросса, яких в лабіринті було двоє. Всього лише один шлях вів до знака «Call Apogee and say Aardwolf» (з англ. «Подзвони в Apogee і скажи Земляний вовк»). Це замислювалося як конкурс з роздачею невеликих призів, але практично відразу після релізу з'явилося безліч редакторів гри, і конкурсу прийшов передчасний кінець. Знак залишився як пасхальне яйце. Пізніше новий видавець Activision в 1997 році при перевиданні гри замінив спрайт знака на тайл кісток, що лежать на підлозі.
В офіційному FAQ Apogee згадується також, що якщо гравець наткнувся на цей знак в ході гри (без застосування чит-кодів), то це означає, що він безповоротно заблукав у лабіринті, і йому доведеться завантажуватися зі старих збережень.
Крім цього конкурсу, планувалося вести глобальну таблицю рекордів. Після завершення кожного з епізодів гравець отримував код-абревіатуру з трьох великих літер (аналогічний, з чотирьох, видавався при потраплянні в локальну таблицю рекордів на комп'ютері користувача). Ці коди слугували для перевірки, чи пройшов гравець рівень без шахрайства. Цю ідею довелося облишити з тієї ж причини, що й конкурс з пошуком знаку.

## Історія створення
Wolfenstein 3D була випущена як shareware, у зв'язку з чим гра розійшлася по світу величезною кількістю копій. Безкоштовна версія гри містила лише один епізод («Escape from Wolfenstein»), що складався з 10 рівнів (поверхів). Комерційний випуск гри мав три епізоди, включаючи перший (новими епізодами були «Operation: Eisenfaust» і «Die, Führer, Die»), а також набір додаткових епізодів «The Nocturnal Missions» (що містить «A Dark Secret», «Trail of the Madman» і «Confrontation»). Таким чином, загальна кількість рівнів Wolfenstein 3D становила 60, по десять рівнів в кожному епізоді.
Гра була випущена на PC і потім портована на комп'ютери Macintosh Apple IIgs, Acorn Archimedes та RiscPC, а також на відеоприставки Super NES, Atari Jaguar, Game Boy Advance та 3DO. Вихідний код був опублікований id Software в 1995 році, що поклало початок традиції розкривати вихідний код рушія кожної старої гри після виходу нового проекту. Пізніше гра була адаптована для Linux. В 1992 році вийшов приквел Wolfenstein 3D (передісторія) Spear of Destiny.
У процесі роботи над Wolfenstein 3D співробітники id Software вигадали чимало назв для свого 3D-шутера. Серед них: Castle Ochtenstein, Luger's Run, The Fourth Reich, Adolph's Bane, Hard Cell, Luger Me Now, Tank You Very Much, Castle Hasselhoff, How Do You Duseldorf?, Castle Verlassen, Sturmwind, Hollehammer, Schattensendener, Geruchschlect, Dolchteufel, Grabgrabbener, Eisenschwert і Dammerung. У підсумку компанія придбала права на торговельну марку в автора аркади Castle Wolfenstein. Для гри було куплено назви двох відомих ігор компанії Muse Software Castle Wolfenstein і Beyond Castle Wolfenstein для Apple II, що вийшли в 1980-х.

## Нагороди
- «Best Arcade Action Game» — Software Publishers Association «Codie» Award
- «Best Action/Arcade Game» — PC Games
- «Best PC Action Game» — Game Players
- «Editor's Choice Award» — Shareware Magazine
- «Most Popular Game» — PC World (reader's poll)
- «Most Innovative Game» — Video Games & Computer Entertainment

## Послідовники
Wolfenstein 3D вважається точкою відліку популярності шутерів від першої особи. Рушій Wolfenstein 3D (часто в переробленому вигляді) використовували такі ігри, як Blake Stone, Corridor 7, Operation Body Count, Super Noah's Ark 3D, Rise of the Triad, Shadowcaster і Hellraiser. Завдяки успіху гри, id Software стала модним розробником комп'ютерних ігор. Утворилися фанатські групи, які пильно стежили за роботою компанії, і коли вийшов Doom, у нього вже була вдячна аудиторія. Doom вийшов на інший технологічний рівень в порівнянні з Wolfenstein 3D: різноманітніші рівні, детальніше промальовування персонажів і інтер'єрів, покращена анімація персонажів. Чергову революцію в жанрі id Software зробила в 1996 році, випустивши Quake, перший шутер з повністю тривимірною графікою.
Приквел до Wolfenstein 3D — Spear of Destiny — вийшов відразу ж після основної гри, і розповідав про спробу повернути Спис Долі Блазковіцем з рук нацистів.
В 2001 вийшла гра Return to Castle Wolfenstein (RtCW) на рушії id Tech 3, в якій був застосований той же сетинг, що і в Wolfenstein 3D, хоча, звичайно, цей шутер був мало схожий на оригінальну гру. В Wolfenstein: Enemy Territory додали елементи тактичного командного екшену і мультиплеєрний режим для двох гравців.
У 2004 році id Software анонсувала вихід нової гри Wolfenstein, яка ґрунтується на сильно переробленому рушії id Tech 4. Гра вийшла в 2009 році.

## Моди, порти і рімейки

Римейк на рушії id Tech 4

Перші моди для гри Wolfenstein 3D з'явилися ще до публікації вихідного коду гри під ліцензією GNU і створювалися через редактор ресурсів гри і редактор рівнів. Таким чином, перші моди включали зміну зовнішнього вигляду персонажів і об'єктів, а також нових карт, без принципової зміни графічного рушія.
В подальшому після виходу гри Doom, був створений відомий культовий мод WolfenDoom, що заснований на рушію Doom і являє собою рімейк оригінального Wolfenstein на принципово новому рушію. В рамках цього моду з'явився також набір нових карт (включаючи і покращені старі карти оригінальної гри) що використовував нові можливості графічного рушія. Популярність цього моду знайшла своє відображення в появі двох секретних рівнів у грі Doom II, що містять персонажів Wolfenstein 3D. Причому один з цих секретних рівнів є рімейком першого рівня першого епізоду Wolfenstein 3D, а другий — дев'ятого рівня цього ж епізоду. Пізніше, коли з публікацією вихідних кодів Doom з'явилися OpenGL порти з покращеною графікою, мод WolfenDoom був перенесений на рушій DoomsDay, що є одним з найбільш вражаючих OpenGL портів Doom, який має підтримку покращеної графіки, включаючи і нові моделі і спецефекти.
З виходом гри Quake II було розпочато створення моду Quake Generations («Quake Покоління»), що містить рімейк не тільки Wolfenstein 3D, але і Doom I—II і Quake. Проект був закритий через проблеми з ліцензуванням.
Публікація вихідних кодів гри Wolfenstein 3D під ліцензією GNU GPL, на відміну від публікації кодів Quake, спочатку не дала таких вражаючих результатів. Оскільки рушій був дуже старим, і була потрібна радикальна переробка, що вимагала майже повного переписування графічної складової. Але, тим не менше, згодом вийшло два OpenGL-порти NewWolf і WolfGL-3D (другий на основі першого) що підтримували кардинальне поліпшення графіки, включаючи і підтримку 3D-моделей.
З виходом Doom 3 і появою модів, що містять рімейк Doom I і Doom II, було розпочато створення моду «Wolfenstein 3D on Doom III». Мод має графіку останнього покоління, і відповідно підтримує всі новітні спецефекти, включаючи і нові 3D-моделі.
25 березня 2009 року Джон Кармак портував Wolfenstein 3D на iPhone.

## Цікаві факти

### Гра
- Один з рівнів Wolfenstein 3D, якщо переглядати його в редакторі рівнів, повністю складається зі свастик.
- Порт на Apple II — єдина версія гри, де німецька мова записана носіями мови. Інші версії містять німецькі фрази з неправильними артиклями та використанням прикметників.
- Wolfenstein 3D — перша гра, де використовувався шестиствольний кулемет Гатлінга.
- Том Холл спочатку не хотів працювати над грою. Він будував плани щодо іншого Commander Keen (натякаючи про це в кінці останнього), але Джон Кармак та інші переконали Холла зробити гру, засновану на рушії Catacomb 3D.
- Wolfenstein 3D, незважаючи на поважний вік, успішно працює на сучасних машинах. Збої при цьому полягають в уповільненні польоту фаєрболу боса «Гітлер-пугало» і проїжджанні блоком-«секретом» зайвої клітинки на карті, причому завжди рівно однієї. Причину останнього збою видно у вихідному коді з першого погляду будь-якому грамотному програмісту, проте, Кармак (за його ж офіційною інформацією) відмовився випускати свого часу патч, пославшись на нібито «велику складність пошуку причини збою», ймовірно, не бачачи сенсу в продовження підтримки настільки старої гри.

### Вплив на інші ігри
- В іншій грі id Software — Doom 2, існують два секретні рівні (рівні 31 і 32), засновані на Е1М1 і Е1М9 з Wolfenstein 3D. Демони стали на місце собак, кожного солдата замінили на щільну групу синіх СС-івців, а замість Ганса Гросса з'явився Кібердемон.
- Rise of the Triad з самого початку замислювалася як римейк Wolfenstein 3D, але згодом через страх втратити німецький ринок збуту сюжетна канва була переписана (згодом id Software вирішила ту ж проблему з Return to Castle Wolfenstein більш прийнятним способом, просто випустивши для цього сегмента окрему версію). Однак деяка зброя, зовнішній вигляд супротивників і деякі елементи оформлення вельми про нього нагадують, і, крім цього, при розробці були створені додаткові рівні в стилі секретних рівнів Doom 2 (базуються також на Wolfenstein 3D), що не ввійшли в гру.
- Християнська фірма-розробник Wisdom Tree купила рушій Wolfenstein для створення гри без насильства, названої Super Noah's Ark 3D. Гра розповідала про Ноя, озброєного рогаткою, котрий намагався зупинити оскаженілих в Ковчегу тварин. Гра була також випущена на Super Nintendo та DOS. Також ходять чутки, що id Software віддала Wisdom Tree код Wolfenstein 3D, тому що в Nintendo вирішили змінити порт для SNES так, щоб зробити його менш жорстоким, через що він втратив свою популярність.
- Для особливо ностальгічних шанувальників Return to Castle Wolfenstein містить команду в консолі «cg_uselessnostalgia», після набору якої внизу екрану з'являвся інтерфейс Wolfenstein 3D, який, однак, не мав ніякого відношення безпосередньо до ігрового процесу.

### Гра та реальність

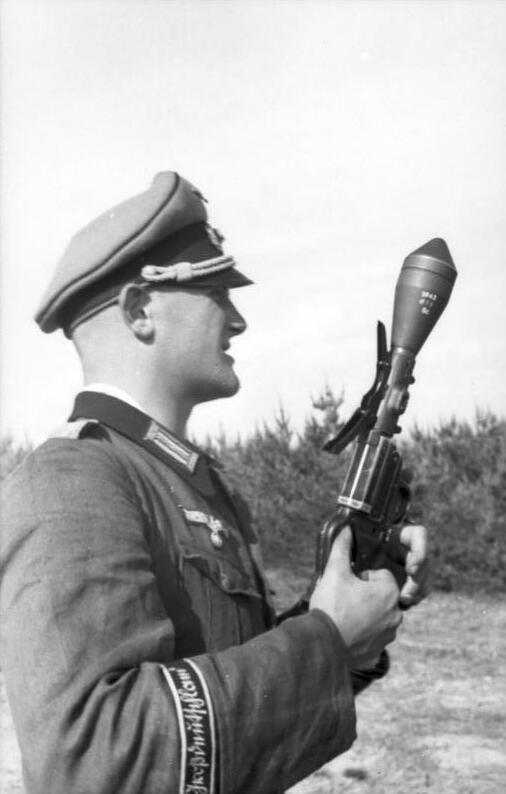
Німецький офіцер з Kampfpistole

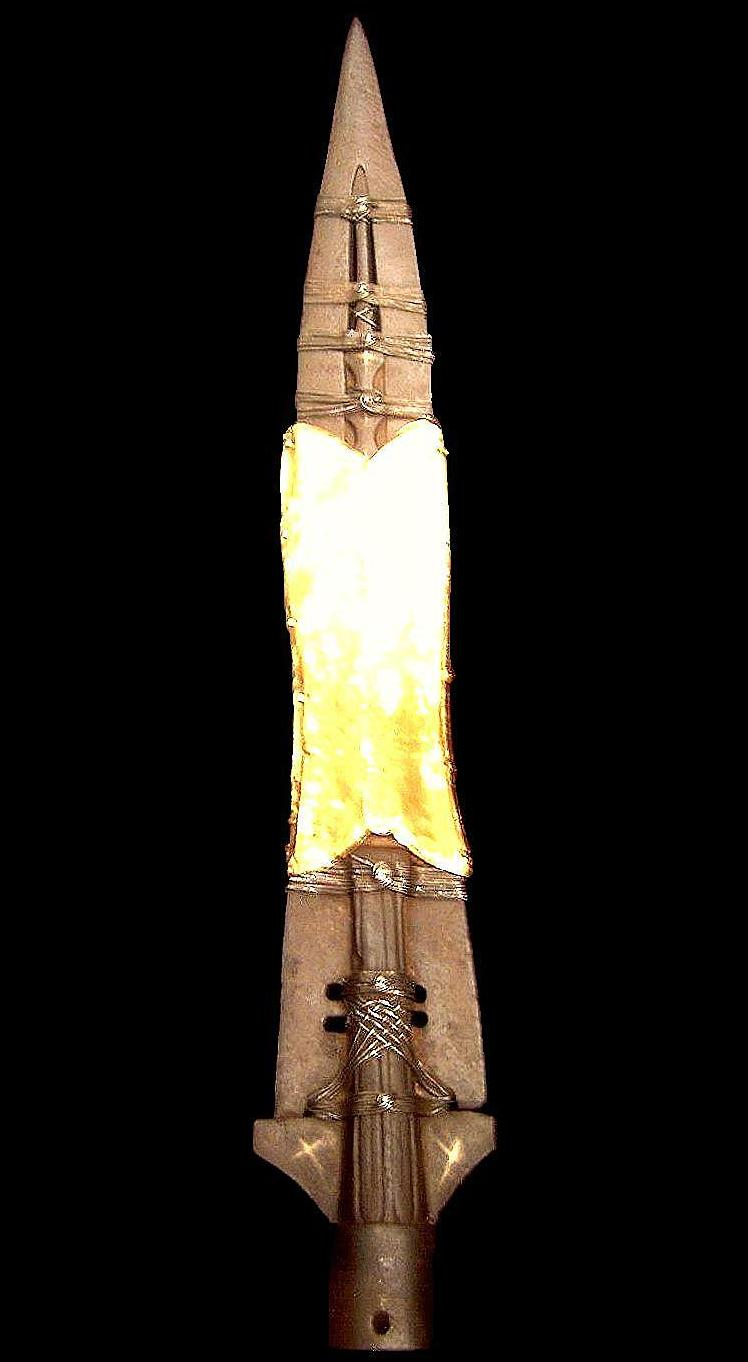
«Спис Долі» в музеї Schatzkammer Відня

•  Wolfenstein — кам'яне утворення в Німеччині поряд з Тиршенройтом.
 •  Реальний Блазковіц воював під час Другої світової війни в ранзі генерала на боці вермахту.
 •  Незвичні білі мундири офіцерів та деяких босів реально існували — це річна парадна форма офіцерів СС та СД.
 •  Пістолет, що стріляє ракетами, котрим озброєні деякі боси — Kampfpistole
 •  Один з босів — доктор Шаббс, має портретну схожість з доктором Августом Хіртом.
 •  Hänsel und Gretel (боси Ганс і Гретель Гроссе) — персонажі казки братів Грімм про пряниковий будиночок.
 •  Спис Долі, що фігурує в «Spear of Destiny», приписується римському легіонеру Лонгину («Спис Лонгина», Lancea Longini), що за легендою встромив його поміж ребра розп'ятого Христа, знаходиться в одному з музеїв Відня.

## Юридичні проблеми
У зв'язку з використанням нацистської символіки та музики «Пісні Хорста Весселя», версії для PC та Atari були заборонені в Німеччині в 1994 році.
Тому версія для Super NES не містила ні свастик, ні інших нацистських символів, більше того, сторожові пси були замінені гігантськими пацюками, а кров перетворилася на піт, що зробило гру менш жорстокою. Були додані також три нових види зброї та система підрахунку очок. Тим не менше, версія для Super NES не користувалася тією популярністю, що супроводжувала PC-версії. Багато хто вважає, що через це Wolfenstein 3D втратила всю свою чарівність.